# Сарнацька Аліна Валеріївна
Алі́на Вале́ріївна Сарна́цька (11 квітня 1987, Київ) — українська військовослужбовиця, сержантка ЗСУ, бойова медикиня, волонтерка, науковиця, журналістка й драматургиня, 128-ма хедлайнерка проєкту Літературні забави.

## Життєпис

### Цивільне життя
Народилась 11 квітня 1987 року в Києві. 2007 року через фінансову скруту перейшла у сферу секс-працівниць. Через важкий соціальний досвід і емоційне вигорання у 2015 році полишила цю сферу. Згодом обіймала посаду спеціалістки зі збору даних досліджень в Інституті дослідження політики громадського здоров'я в Києві.
Долучившись до активного громадсько-політичного життя в столиці, Сарнацька стала однією з активісток за права секс-працівниць. Скориставшись навичками психологині з бакалаврату, брала участь у допомозі жінкам у проституції і людям з наркозалежністю. Цікавилася також питаннями протидії домашньому насильству. В громадській діяльності не соромиться свого досвіду в секс-індустрії. На її думку, така публічність допомагає знизити рівень зневаги до колишніх ескортниць і людей з наркозалежністю в соціумі.
З 2017 року — менеджерка з розвитку в ГО «Еней».
З квітня 2019 року по 24 лютого 2022 року психологиня-консультантка у «Drugstore».
У 2019—2020 рр. — тренерка ВООЗ з питань протидії передозуванням.
З 31 липня 2019 по 31 грудня 2021 року була спікеркою ГО «Демократична Сокира». Від цієї ГО без успіху балотувалася в окрузі № 6 під час виборів до Київради восени 2020 року. Вийшла з лав політсили в 2021 році.
Перед початком повномасштабної війни розпочала навчання в аспірантурі факультету соціальної та психологічної освіти Уманського державного педагогічного університету імені Павла Тичини.

#### Військова кар'єра
5 березня 2022 року склала присягу на вірність Українському народові як військовослужбовиця ЗСУ. З того часу по 8 грудня 2023 року служила старшою бойовою медикинею роти вогневої підтримки 207-го ОБТрО 241-ї ОБрТро.
З середини грудня 2023 року розпочала роботу в Офісі підтримки змін Міноборони України. Із 3 квітня 2023 по 13 грудня 2024 року працювала радіоведучою на Громадському радіо, де висвітлювала й коментувала як військовослужбовиця наболілі проблеми держави, армії та соціуму.

17 квітня 2024 року виступила з критикою pin-up плакату з оголеною жінкою з лав ТРО ЗСУ (автор плакату — художник Олексій Бондаренко), який на її думку зневажає жінок в лавах української армії:
«Художник Бондаренко наглядно проілюстрував, що Командування Сил ТрО ЗСУ не має поваги до жінок, які стали на захист України. Це особливо дивно бачити з боку ТрО, адже туди на початку повномасштабної війни потрапили більшість жінок. Пишаюсь, що знайома з цими завзятими, сильними і сміливими жінками» .
5 липня 2024 року звільнилася з лав ЗСУ за сімейними обставинами.
4 грудня 2024 року анонсувала своє звільнення з радіо, оскільки планує 2025 року захистити кандидатську дисертацію (PhD). Тема дисертаційного дослідження — «Підвищення безпеки жінок, які належать до уразливих до гендерного насильства груп». Ще однією причиною стало бажання більше зосередитися на постановках і написанні п'єс.

##### Літературна діяльність
Після фронту Сарнацька почала спроби в драматургії. Станом на 2024 рік до її творів входять п'єси «Військова мама» та «Баланс». Того ж року перемогла в драматургічних конкурсах «Липневий мед 2024» та «Тиждень актуальної п'єси 2024».
25 листопада 2024 року в конкурсі воєнної літератури для військових та ветеранів «4.5.0» Сарнацька посіла перше місце в категорії «Оповідання». У 2025 році її твір буде видано в антології, яку надрукують у «Видавництві Старого Лева».
29 червня 2025 року п'єса Аліни Сарнацької «Місячні» отримала дві із трьох номінацій на IV фестивалі документального театру «ATYPOWO» у Вроцлаві.
30 червня 2025 року пʼєса «Баланс» Аліни Сарнацької увійшла у список фіналістів конкурсу «Aurora 2025», де журі також вирішило рекомендувати до постановки в театрах Польщі та за кордоном цю п'єсу.
1 липня 2025 року пʼєса «Баланс» Аліни Сарнацької здобула перемогу на Х-му Конкурсі пʼєс «Драма.UA».

## Нагороди
- медаль «За жертовність і любов до України» (ПЦУ) (2022)[14].
- відзнака Президента України «За оборону України» (2023).
- почесний нагрудний знак Головнокомандувача Збройних Сил України «За збережене життя» (2023).
- нагрудний знак «Ветеран війни» (Україна) (2023).

## Наукові публікації
- Сарнацька А., Пикало І., Грудій М. та ін. (2019). Адаптація методології «WINGS» з протидії гендерно-обумовленому насильству в Україні. Вісник АПСВТ. № 3, С. 6—11.
- Сарнацька А. Адаптація інноваційного скринінгу із гендерно зумовленого насильства. Тенденції розвитку психології та педагогіки: матеріали міжнар. наук.-практ. конф., м. Київ, 1 лист. 2019 р. Київ, 2019. С. 58–60.
- Тохтамиш О., Пархоменко В., Сарнацька А. (2018). Технологія «WINGS» як засіб протидії насильству стосовно жінок із групи підвищеного ризику. Вісник Київського національного університету імені Тараса Шевченка. Серія «Соціальна робота», № 2. С. 2—4.
- Сарнацька А., Семигіна Т. Ґендерно зумовлене насильство: погляд жінок. Інноваційний потенціал соціальної роботи в сучасному світі: на межі науки та практики: Мат. І Міжнар. наук.-практ. конф. (20—21 травня 2021 р., Чернігів). Чернігів: НУ «Чернігівська політехніка», 2021. С. 154—156.